# Fonts baptismaux de Saint-Séverin-en-Condroz
Les fonts baptismaux de Saint-Séverin-en-Condroz constituent un des plus beaux exemples de fonts baptismaux romans de Belgique, aux côtés des fonts baptismaux de Saint-Barthélemy à Liège, de Gentinnes, de Gerpinnes, de Beauvechain, de Furnaux et de Zedelgem.

## Localisation
Ils sont situés en l'église romane Saints-Pierre-et-Paul de Saint-Séverin-en-Condroz, section de la commune belge de Nandrin en province de Liège.

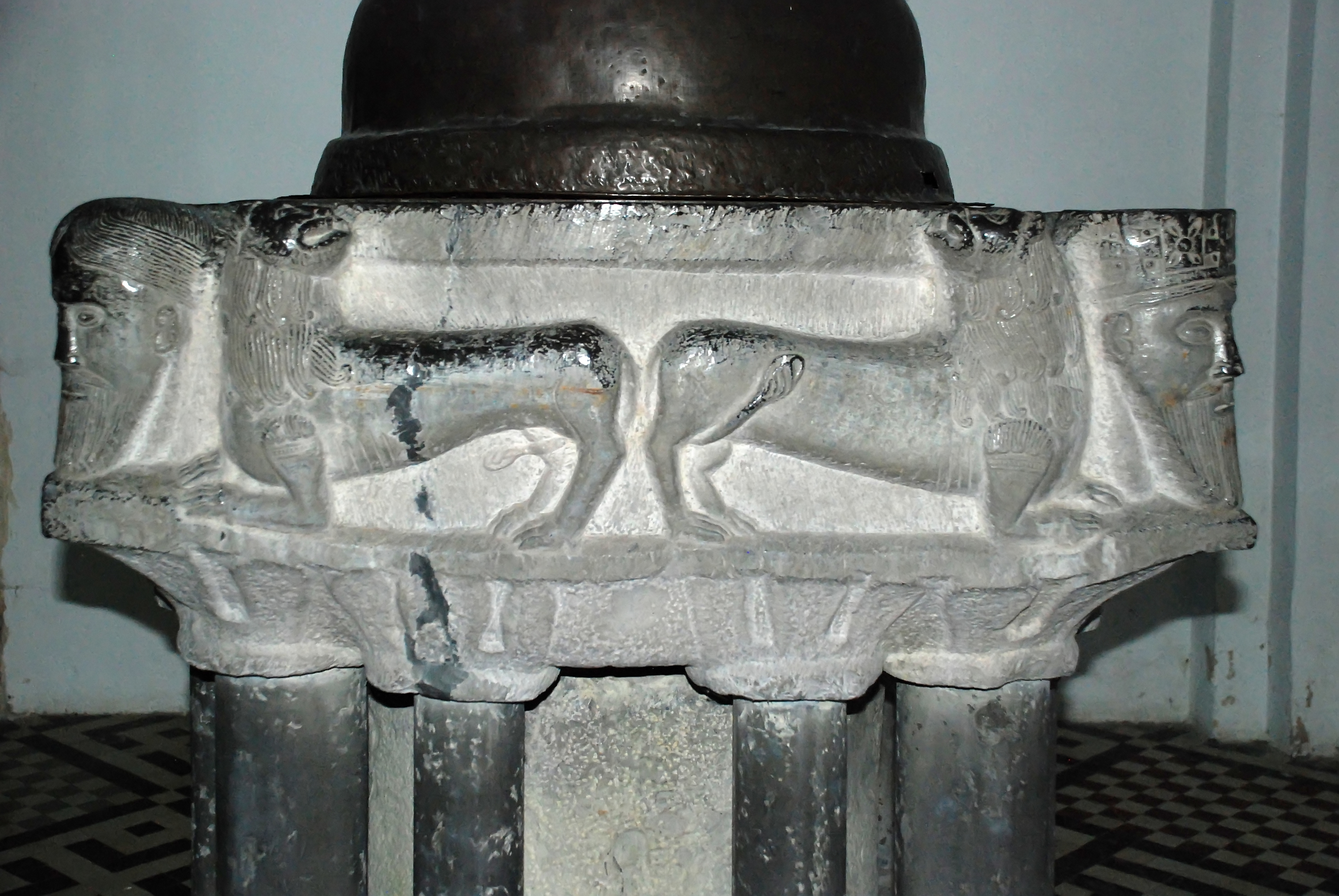
Face latérale de la cuve ornée de lions.

## Historique
L'église Saints-Pierre-et-Paul de Saint-Séverin-en-Condroz fut consacrée en 1140. 
Les fonts baptismaux, quant à eux, datent de la deuxième moitié du XIIe siècle.
L'église et les fonts baptismaux qu'elle abrite font l'objet d'un classement au titre des monuments historiques depuis le 1er août 1933.

## Description
Les fonts baptismaux sont situés au fond du collatéral gauche de l'église, protégés par de superbes grilles en fer forgé.
La cuve baptismale en pierre calcaire, recouverte d'un couvercle métallique surmonté d'un crucifix, est portée par un pilier massif entouré de quatre groupes de trois colonnes, le tout reposant sur un socle en pierre de section carrée orné de têtes de lion aux angles.
Les faces latérales de la cuve baptismale sont ornées de lions aux pattes antérieures fléchies tandis que ses angles sont ornés de visages humains barbus dont l'un (angle nord-est) représente une tête couronnée légèrement inclinée.
|  |  |  |

|  |  |  |